# Dunhuang
Dunhuang (Chinês: 敦煌, também escrito como 燉煌 até o início da Dinastia Qing; Pinyin:Dūnhuáng) é uma cidade localizada na prefeitura de Jiuquan, na província de Gansu, no noroeste da República Popular da China. Está localizada em um oásis e tem uma população de aproximadamente 100 000 pessoas (1999). Nos seus arredores, situam-se as Grutas de Mogao, famoso monumento budista da Idade Média.

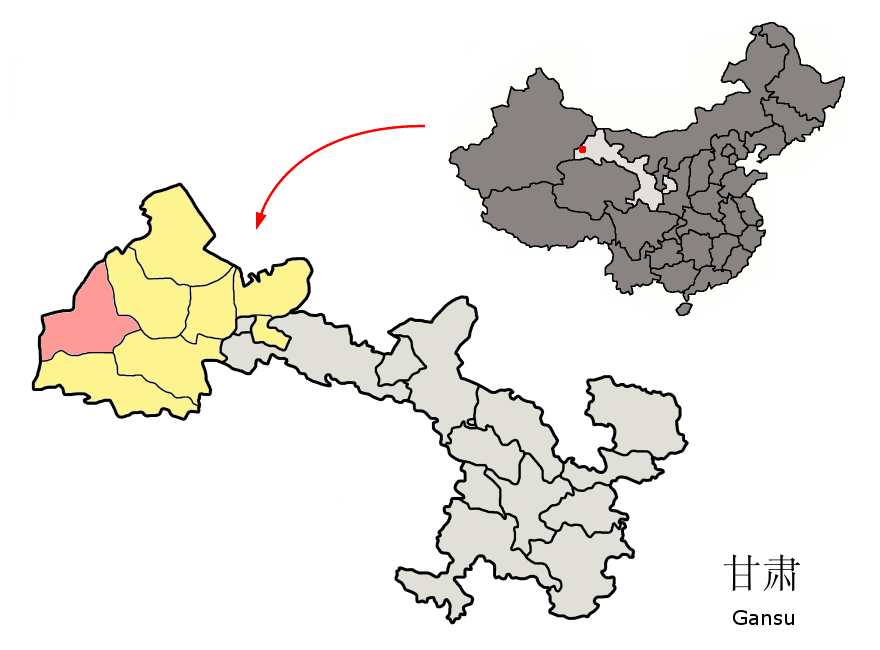
Localização de Dunhuang em Gansu.

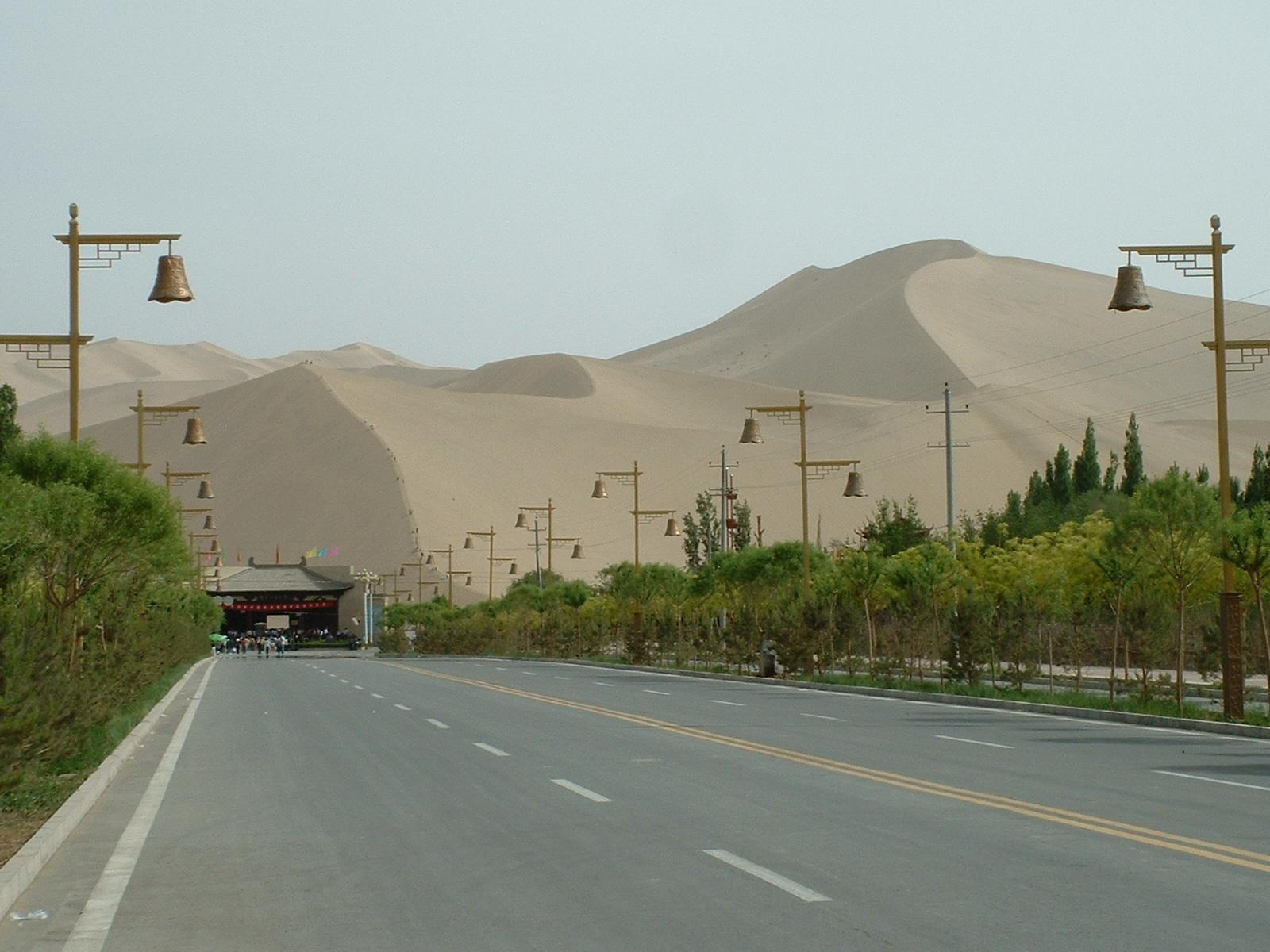
Dunas de Dunhuang

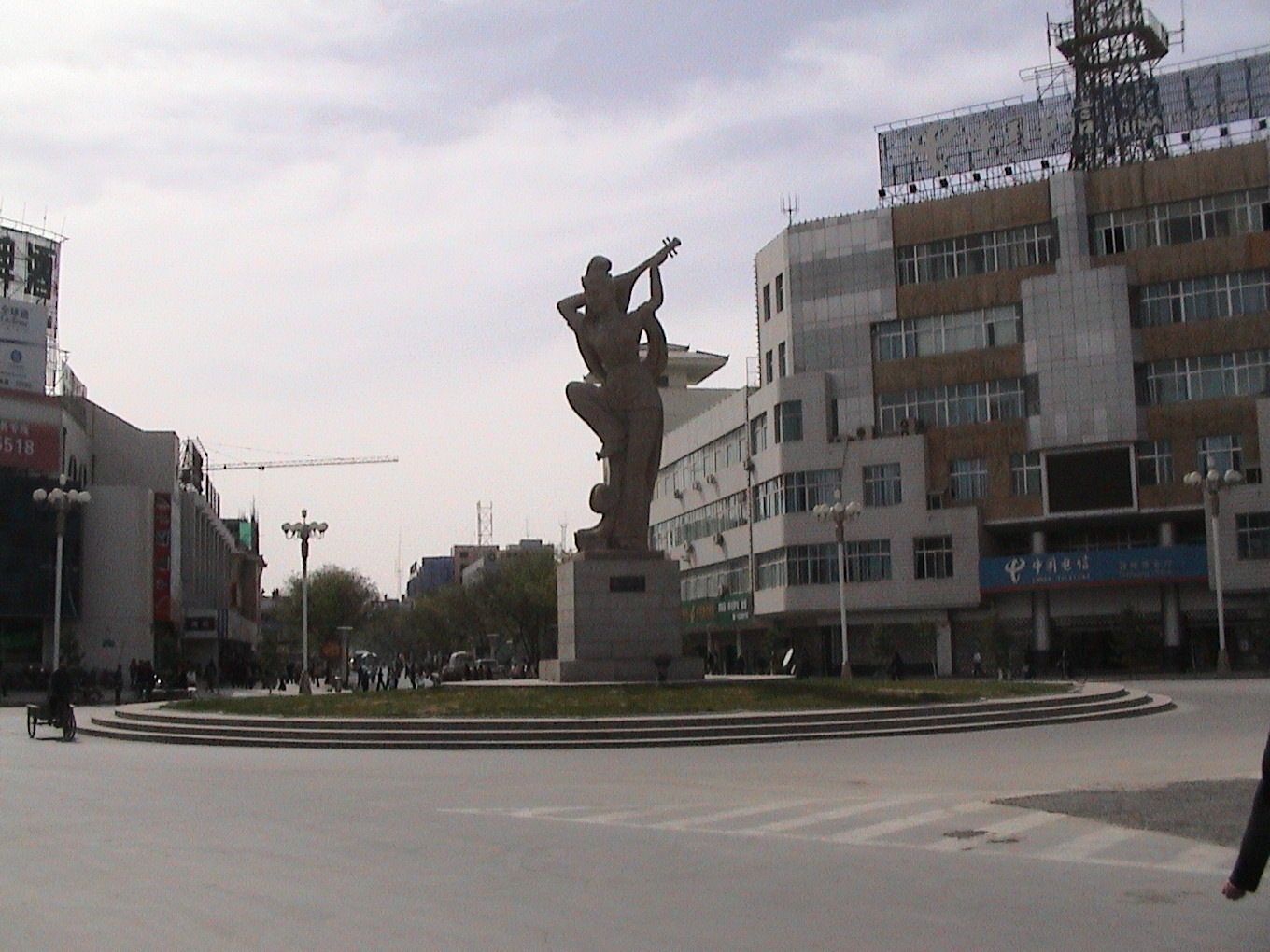
Monumento em Dunhuang

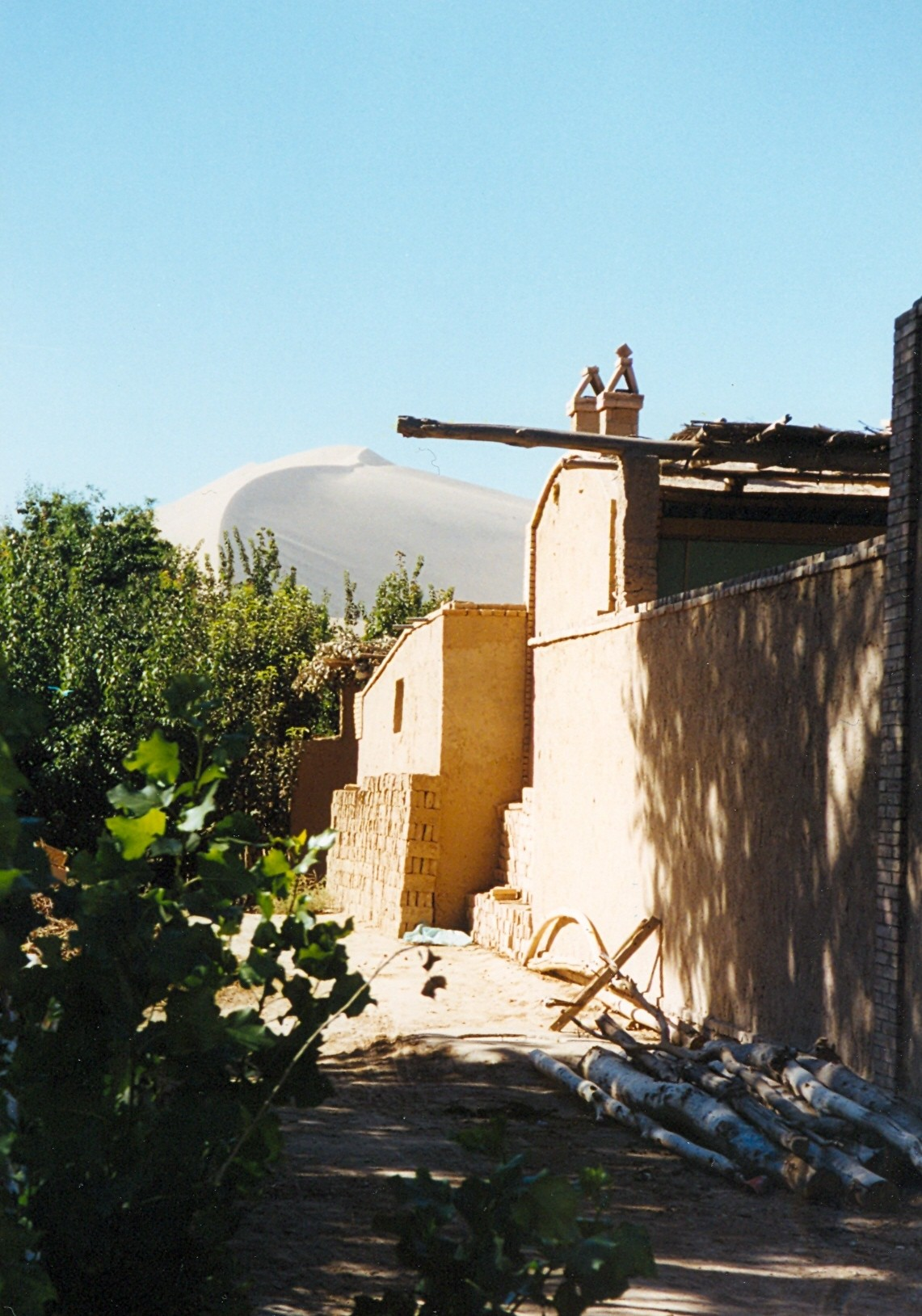
Dunas de Dunhuang

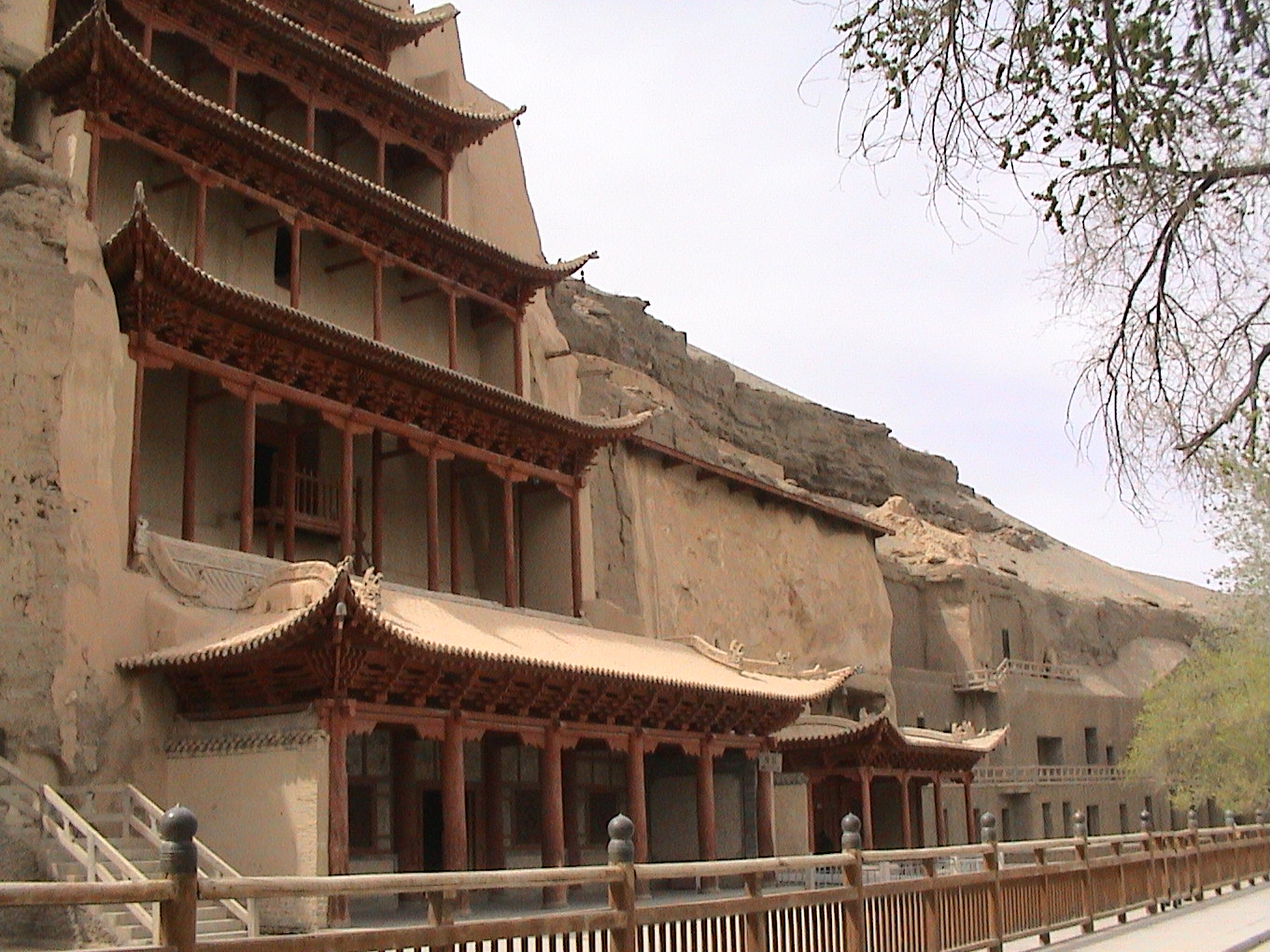
Caverna de Mogao